# یا رب این شمع دلفروز ز کاشانه کیست
غزلی با مطلع «یا رب این شمع دلفروز ز کاشانهٔ کیست» غزل شمارهٔ ۶۷ از دیوانِ حافظ در تصحیحِ محمد قزوینی و قاسم غنی است.

## در دیگر آثار هنری
یک قطعهٔ خوشنویسی اثر شمس‌الدین محمد بایسنقری متعلق به نیمهٔ نخست سدهٔ ۹ ه‍.ق در یکی از مرقع‌های یعقوب‌بیک آق‌قویونلو به شماره‌های ۲۱۵۳ و به‌سال ۸۸۳–۸۹۶ ه‍.ق/۱۴۷۸–۱۴۹۰ م موجود است. این مرقع در کتابخانهٔ توپکاپی‌سرای استانبول نگهداری می‌شود. این قطعه شامل بیت‌هایی از غزل‌های «یا رب این شمع دل افروز ز کاشانه کیست / جان ما سوخت بپرسید که جانانه کیست» وجود دارد که در هرات نوشته شده‌است.